# Sky Srpska
Sky Srpska, bivša bosanskohercegovačka zrakoplovna tvrtka čije je sjedište bilo u Banjoj Luci. Tijekom svoga postojanja nalazila se u vlasništvu entiteta Vlade Republike Srpske. Tvrtka je osnovana 2007. godine, a ugašena tijekom 2011. godine. Sjedište zrakoplovne tvrtke bila je Zračna luka Banja Luka. Vlade entiteta Republike Srpske odgađala je sam početak rada tvrtke nekoliko puta zbog nedostatka novčanih sredstava. Prvi letovi Sky Srpske počeli su u srpnju 2010. godine, kada je potpisan ugovor s Adria Airwaysom o zajedničkoj suradnji na letovima između Banja Luke i Ljubljane. Tvrtka je službeno ugašena 2011. godine, kada je Vlada entiteta Republike Srpske odlučila prestati sufinancirati ekonomski neodrživu tvrtku. Sky Srpska ostavila je dugove u iznosu od oko 570.500 HRK, a najveći dug je prema Zračnoj luci Banja Luka.

## Flota
Sky Srpska je tijekom svog poslovanja raspolagala sa sljedećim avionom:

## Vanjske poveznice
- "Sky Srpska" - "ludilo i avantura" Vlade Republike Srpske